# Partit Comunista de l'Azerbaidjan (Plataforma del marxisme-leninisme)
El Partit Comunista de l'Azerbaidjan (Plataforma del marxisme-leninisme) (en àzeri: Azərbaycan Kommunist Partiyası (Marksizm-Leninizm Platformasında) és un partit polític azerbaidjanès fundat el 2000 per Telman Nurullayev i dirigida per ell.

## Història
Durant el 33è Congrés del Partit Comunista de la República Socialista Soviètica de l'Azerbaidjan, celebrat el 16 de setembre de 1991, es va decidir per àmplia majoria la seva dissolució. Les forces comunistes del país es van dividir en diferents faccions, les quals al seu torn, es van organitzar en quatre partits polítics distintos: Partit Comunista de l'Azerbaidjan (Post-soviètic), Partit Comunista de l'Azerbaidjan (Plataforma del marxisme-leninisme), Partit Comunista Unit de l'Azerbaidjan i Partit Reformista Comunista de l'Azerbaidjan.
El Partit Comunista de l'Azerbaidjan (Plataforma del marxisme-leninisme) es va formar el 2000, després d'una escissió del Partit Comunista Unit de l'Azerbaidjan. El partit està afiliat al Partit Comunista de la Unió Soviètica (Post-soviètic) a Rússia, que va ser dirigit per Oleg Shenin fins a la seva mort.